# Resolutie 1343 Veiligheidsraad Verenigde Naties
Resolutie 1343 van de Veiligheidsraad van de Verenigde Naties werd unaniem door de VN-Veiligheidsraad aangenomen op 7 maart 2001.

## Achtergrond
Na de hoogtijdagen onder het decennialange bestuur van William Tubman, die in 1971 overleed, greep Samuel Doe de macht. Diens dictatoriale regime ontwrichtte de economie en er ontstonden rebellengroepen tegen zijn bewind, waaronder die van de latere president Charles Taylor. In 1989 leidde de situatie tot een burgeroorlog waarin de president vermoord werd. De oorlog bleef nog doorgaan tot 1996. Bij de verkiezingen in 1997 werd Charles Taylor verkozen en in 1999 ontstond opnieuw een burgeroorlog toen hem vijandige rebellengroepen delen van het land overnamen. Pas in 2003 kwam er een staakt-het-vuren en werden VN-troepen gestuurd. Taylor ging in ballingschap en de regering van zijn opvolger werd al snel vervangen door een overgangsregering. In 2005 volgden opnieuw verkiezingen, waarna Ellen Johnson-Sirleaf de nieuwe president werd.

## Inhoud

### Waarnemingen
Volgens een panel van experts waren diamanten een hoofdbron van inkomsten voor de rebellen in Sierra Leone die deze diamanten via buurland Liberia illegaal verhandelden. Volgens het panel moest de overheid van Liberia hier wel bij betrokken zijn en steunde die zelfs de rebellen.

### Handelingen

#### A
Nu het conflict in Liberia zelf (de Eerste Liberiaanse Burgeroorlog) ten einde was gekomen besloot de Veiligheidsraad de verboden opgelegd door resolutie 788 uit 1992 (het wapenembargo tegen Liberia) op te heffen. Ook werd het comité dat met resolutie 985 werd opgericht (om toe te zien op de naleving van dat embargo) ontbonden.

#### B
De Veiligheidsraad eiste dat Liberia zijn steun aan de RUF-rebellen onmiddellijk opzegde door onder meer al hun leden buiten te zetten en geen diamanten buiten de Sierra Leoonse overheid om meer te importeren.
Alle landen moesten verbieden dat wapens, militaire uitrusting en aanverwante opleiding of bijstand werden geleverd aan Liberia. Ook de import van ruwe diamant uit dat land werd, ongeacht de herkomst, verboden.
Verder moesten ze Liberiaanse overheidsleden de toegang tot hun grondgebied ontzeggen.
Deze maatregelen zouden twee maanden na deze resolutie ingaan, tenzij Liberia voldeed aan de gestelde eisen.
Het wapenembargo zou gedurende 14 maanden gelden, het diamantembargo en de reisbeperkingen 12 maanden.
Er werd ook een comité opgericht om toe te zien op de uitvoering van deze maatregelen en een panel van vijf experts om schendingen van de maatregelen te onderzoeken en het verband tussen de ontginning van grondstoffen en de conflicten in de regio te onderzoeken.

## Verwante resoluties
- Resolutie 1100 Veiligheidsraad Verenigde Naties (1997)
- Resolutie 1116 Veiligheidsraad Verenigde Naties (1997)
- Resolutie 1395 Veiligheidsraad Verenigde Naties (2002)
- Resolutie 1408 Veiligheidsraad Verenigde Naties (2002)

Lijst ·  1335 ·  1336 ·  1337 ·  1338 ·  1339 ·  1340 ·  1341 ·  1342 ·  1343 ·  1344 ·  1345 ·  1346 ·  1347 ·  1348 ·  1349 ·  1350 ·  1351 ·  1352 ·  1353 ·  1354 ·  1355 ·  1356 ·  1357 ·  1358 ·  1359 ·  1360 ·  1361 ·  1362 ·  1363 ·  1364 ·  1365 ·  1366 ·  1367 ·  1368 ·  1369 ·  1370 ·  1371 ·  1372 ·  1373 ·  1374 ·  1375 ·  1376 ·  1377 ·  1378 ·  1379 ·  1380 ·  1381 ·  1382 ·  1383 ·  1384 ·  1385 ·  1386